# Cantón de Loulay
El cantón de Loulay era una división administrativa francesa, que estaba situada en el departamento de Charente Marítimo y la región de Poitou-Charentes.

## Composición
El cantón estaba formado por quince comunas:
- Bernay-Saint-Martin
- Coivert
- Courant
- Dœuil-sur-le-Mignon
- La Croix-Comtesse
- La Jarrie-Audouin
- Loulay
- Lozay
- Migré
- Saint-Félix
- Saint-Martial
- Saint-Pierre-de-l'Isle
- Saint-Séverin-sur-Boutonne
- Vergné
- Villeneuve-la-Comtesse

## Supresión del cantón de Loulay
En aplicación del Decreto nº 2014-269 de 27 de febrero de 2014, el cantón de Loulay fue suprimido el 22 de marzo de 2015 y sus 15 comunas pasaron a formar parte; once del nuevo cantón de Saint-Jean-d'Angély, y cuatro del nuevo cantón de Matha.